# De Grote Sinterklaasfilm: Stampij in de bakkerij
De Grote Sinterklaasfilm: Stampij in de bakkerij is een Nederlandse kinderfilm uit 2024 met Sinterklaas in de hoofdrol. De film werd geregisseerd door Lucio Messercola. De film ging op 2 oktober 2024 in première met in de hoofdrollen Robert ten Brink, Chris Tates en Martien Meiland.

## Verhaal
Sinterklaas en zijn pieten zijn alles weer aan het voorbereiden voor het aankomende Sinterklaasfeest. Maar eerst is het jaarlijkse 'Grote kruidnoten bakwedstrijd', waarin bakkers uit heel het land strijden om de titel meesterbakker van het jaar. Marco Marsepein, die ieder jaar met zijn kruidnoten weet te winnen, doet dit jaar ook weer mee. 
Maar zijn deelname wordt bruut verstoord als Marco Marsepein zijn speciale kruidnoten recept wordt gestolen door Bartus Bakker en zijn vader. Zonder dit recept kan Marco Marsepein de kruidnoten niet zo goed maken zoals altijd, dit zou betekenen dat Marco Marsepein de wedstrijd verliest en de kruidnoten met het Sinterklaasfeest ontbreken. De pieten zetten vervolgens alles op alles om hem te helpen het recept terug te krijgen.

## Rolverdeling
| acteur                | personage            |
| --------------------- | -------------------- |
| Robert ten Brink      | Sinterklaas          |
| Chris Tates           | Hugo Hogepief        |
| Martien Meiland       | Jean Claude          |
| Ron Boszhard          | Pa Bakker            |
| Kevin Gorczynski      | Bartus Bakker        |
| Giovanni Caminita     | Marco Marsepein      |
| Joshua Albano         | Bennie Taaitaai      |
| Stef de Reuver        | Willem Wortel        |
| Okke Verberk          | Party Piet Pablo     |
| Sara Robben           | Kim Kado             |
| Noah Ganahl           | Chico Choco          |
| Djamila               | Sonja Speurneus      |
| Roy van Iersel        | Gerda Dietrich       |
| Jules van Dop         | meneer Fluitjes      |
| Johnny de Mol         | burgemeester         |
| Gerard Joling         | receptionist         |
| Viktor Brand          | brandweerman         |
| Beau van Erven Dorens | presentator          |
| Maxime van Heteren    | presentatrice        |
| Sophie Langeveld      | presentatrice        |
| Alberto Stegeman      | jurylid Van Buffelen |
| Rob Geus              | jurylid              |
| Royce de Vries        | hotelgast            |
| Elly de Graaf         | schoonmaakster       |
| Rienus Krul           | monteur              |
| Lisanne Dijkstra      | kandidaat            |
| Thimo van Haaren      | kokspiet één         |
| David Geluk           | kokspiet twee        |
| Silven Kroon          | kokspiet drie        |
| Kyra van Eck          | kokspiet vier        |
| Sander van Batenburg  | kokspiet vijf        |
| Brian op de Dijk      | verslaggever één     |
| Wesley Dekker         | verslaggever twee    |
| Jan Gerssen           | verslaggever drie    |
| Jayden Lans           | klant één            |
| Danilo Kuiterss       | klant twee           |
| Wil Boszhard          | klant drie           |

## Achtergrond
De film werd geregisseerd en geproduceerd door Lucio Messercola. Het scenario van de film werd geschreven door Trui van de Brug. De Grote Sinterklaasfilm: Stampij in de bakkerij is de zesde langspeelfilm in de reeks De Grote Sinterklaasfilms. De opnames van de film gingen in mei 2024 van start, voor de film keerde het grotendeel van de acteurs uit de voorgaande films terug. Naast hen maakte diverse bekende Nederlanders, waaronder Gerard Joling, Viktor Brand, Johnny de Mol, hun debuut in gastrollen. Joling verzorgde tevens samen met Danilo Kuiters en Okke Verberk (als Party Piet Pablo) de titelsong van de film.

## Release
Op 4 september 2024 werden de eerste bewegende beelden gedeeld in de vorm van een trailer. De Grote Sinterklaasfilm: Stampij in de bakkerij ging op 2 oktober 2024 in première en werd door distributeur In The Air in de Nederlandse bioscopen gebracht. Een maand later, op 9 november 2024, werd de film bekroond met een Gouden Film voor het behalen van 100.000 bezoekers.